# جمال روبنسون
جمال روبنسون (بالإنجليزية: Jamal Robinson)‏ (27 ديسمبر 1973 بسان دييغو في الولايات المتحدة - ) هو لاعب كرة سلة أمريكي في مركز هجوم صغير الجسم. لعب مع ميامي هيت ونادي الرياضي بيروت

## وصلات خارجية
- جمال روبنسون على موقع إن بي أي (الإنجليزية)
- جمال روبنسون على موقع سبورتس رفرنس (الإنجليزية)
- جمال روبنسون على موقع كرة السلة الأوروبية.كوم (الإنجليزية)
- جمال روبنسون على موقع كلية كرة السلة في سبورتس رفرنس.كوم (الإنجليزية)
- جمال روبنسون على موقع ريلجم (الإنجليزية)
- جمال روبنسون على موقع بروبوليرز (الإنجليزية)
- جمال روبنسون على موقع سبورتس رفرنس (الإنجليزية)
- جمال روبنسون على موقع سبورتس رفرنس (الإنجليزية)